# Watertoren (Waalwijk)
De watertoren in Waalwijk is gebouwd in 1901-1902 en ontworpen door architecten Visser en Smit.
De watertoren heeft een hoogte van 34 meter en een waterreservoir van 200 m³.
Brabant Water heeft besloten om in 2018 de toren buiten gebruik te stellen, de waterdruk wordt nu geleverd vanuit waterproductiebedrijf Vlijmen
Almkerk
Oude · 
Nieuwe · 
Bergen op Zoom · 
Breda
(Speelhuislaan ·
Wilhelminasingel) · 
Dinteloord · 
Dongen · 
Eindhoven
(Willem Elsschotlaan ·
TU ·
Anton Coolenlaan) · 
Etten-Leur
(Oude ·
Isover) · 
Fijnaart · 
Gilze ·
Heeswijk · 
Helmond
(Oude ·
Raaijmakers ·
Torenstraat) · 
's-Hertogenbosch
(Hinthamereinde ·
Michelin) · 
Hooge Zwaluwe · 
Kaatsheuvel · 
Oss
(Oude ·
Nieuwe) · 
Raamsdonksveer · 
Roosendaal · 
Stampersgat · 
Steenbergen
(Oude · 
Nieuwe · 
Tilburg · 
Udenhout
(Assisië ·
Vincentius) ·
Vught · 
Waalwijk · 
Zevenbergen
(Oude ·
Nieuwe) ·